# Raphael Claus
Raphael Claus, né le 6 septembre 1979 à Santa Bárbara d'Oeste, est un arbitre brésilien de football.

## Désignations majeures
Raphael Claus a participé comme arbitre dans les compétitions suivantes :
- Coupe du monde de football des moins de 20 ans 2019
- Copa América 2021
- Coupe du monde de football 2022[1],[2]